# Jacques Rabemananjara
Jacques Rabemananjara (Maroantsetra, Provincia de Toamasina, Madagascar; 23 de junio de 1913 - París, Francia; 1 de abril de 2005), héroe de la independencia de Madagascar, fue un escritor, político y vicepresidente malgache.

## Biografía
Jacques Rabemananjara nace en 23 de junio de 1913 en Maroantsetra, ciudad en la provincia de Toamasina de Madagascar. Tras una breve estancia en el pequeño seminario de la isla Santa María, Rabemananjara estudia en el colegio de los jesuitas de Antananarivo. Al finalizar sus estudios trabaja en la administración colonial. Entre 1935 y 1936 es director de la revista mensual Revue des jeunes de Madagascar, cuyo lema era: Devenir francés permaneciendo profundamente malgache, publicando diez números, sin embargo las autoridades coloniales la consideran de contenido peligroso y prohíben su publicación. En 1939 es enviado a Francia por el Ministerio de las Colonias formando parte de la delegación malgache que participaría en la conmemoración 150 aniversario de la revolución francesa.
A partir de su llegada en París, se inscribe a la Universidad de la Sorbona donde estudia letras clásicas, obteniendo su licenciatura. Algunos meses después de su llegada en Francia publica su primer recopilación de poemas Sur les marches du soir (En los límites de la noche). En Francia, Jacques Rabemananjara toma conciencia malgache, lejos de las mistificaciones de la Revue des jeunes. El contacto con otros escritores de origen africano en París marcan profundamente su obra. Jacques Rabemananjara hace una poesía solemne, clásica en sus formas, serena, a veces simple en su serenidad. Su carrera literaria es muy paralela a la de Jean-Joseph Rabearivelo; ambos habrían de influir decisivamente en Flavien Ranaivo, otro gran poeta malgache. Tras la Segunda Guerra Mundial participa en el proyecto Présence Africaine (Presencia Africana), junto con Léopold Sédar Senghor y, sobre todo, Alioune Diop. En 1946, se entrevista con los doctores Joseph Raseta y Joseph Ravoahangy y juntos, desde París, fundan el Movimiento Democrático por la Renovación Malgache (MDRM). 
Fue elegido diputado de la provincia de Tamatave en 1946, sin embargo, Rabemananjara no logra sentarse en la Asamblea Nacional debido a que en los días siguientes a la insurrección malgache de marzo de 1947, es detenido por las autoridades por sospecha de ser uno de los instigadores. Rabemananjara es torturado, juzgado y condenado a cadena perpetua. Durante los años que pasa en prisión que escribe los poemas Antsa, Lamba y Antídoto que le valdrán el título de chantre de la négritude. En 1956 es liberado y exiliado, no regresa a su país hasta que éste obtiene su independencia en 1960. Participa entonces en la Primera República malgache ocupando distintos ministerios en el gobierno del presidente Philibert Tsiranana, siendo vicepresidente de la república en 1970. Tras la revolución de 1972, elige el exilio y no regresará sino hasta 1992.
Muere en París el 1 de abril de 2005.

## Obras
- Poesía
  - L'Eventail de rêve (1935), Antananarivo: La Revue des Jeunes de Madagascar.
  - Aux confins de la nuit (1935), Antananarivo: La Revue des Jeunes de Madagascar.
  - Sur les marches du soir (1940), Gap: Ophrys.
  - Lyre à sept cordes (1948), París: Anthologie de la nouvelle poésie nègre et malgache de langue française, précédé d’Orphée noir de Jean-Paul Sartre, PUF.
  - Apothéose
  - Rites millénaires (1955), París: Seghers.
  - Antsa (1956), París: Présence Africaine.
  - Lamba (1956), París: Présence Africaine.
  - Antidote (1961), París: Présence Africaine.
  - Les ordalies, sonnets d'outre-temps (1972), París: Présence Africaine.
  - Oeuvres complètes, poésie (1978), París: Présence Africaine.
  - Thrènes d'avant l'aurore: Madagascar (1985), París: Présence Africaine.
  - Rien qu'encens et filigrane (1987), París: Présence Africaine.

- Teatro
  - Les dieux malgaches (1947), Gap: Ophrys.
  - Les boutriers de l'aurore (1957), París: Présence Africaine.
  - Agape des dieux Tritiva: Une tragédie (1962), París: Présence Africaine.

- Ensayo
  - Témoignage malgache et nationalisme (1956), París: Présence Africaine.
  - Nationalisme et problèmes malgache (1958), París: Présence Africaine.

- Artículos
  - 50ieme anniversaire de la mort de Jean-Joseph Rabearivelo (1987), Présence Africaine: 3-4.
  - 40ième anniversaire de la revue Présence Africaine (1987), Présence Africaine. 144: 11-17.

- Narrativa
  - Le prince Razaka (1995), París: Présence Africaine

## Distinciones literarias
- Grand Prix de la Francophonie, 1988.
- Salon de la Plume Noire, París, 10-12 de octubre de 1997.
- Miembro de la Academia Nacional de las Artes, de las Letras y las Ciencias de Madagascar